# Саламандра мармариська
Саламандра мармариська (Lyciasalamandra flavimembris) — вид земноводних родини саламандрових (Salamandridae). Один із 7 видів роду. Поширений у Туреччині. Раритетний вид, занесений до Червоного списку МСОП. Отруйна амфібія.

## Опис
Загальна довжина досягає 12,4—15 см. Хвіст дорівнює або менший за тіло. Тулуб стрункий та кремезний з 11—13 слабко помітними реберними борознами. Голова сплощена та витягнута. На горлі присутні шкіряна складка. На задній частині голови помітні отруйні залози (паротиди). Спостерігається статевий диморфізм: самиці більші за самців. У самця зверху хвоста є колосоподібний виступ та шлюбні мозолі на передніх кінцівках.
Забарвлення спини темно-коричневе з нечисленними, невеликими сріблясто-білими плямами. З боків проходить біла смуга. Черево коричневого кольору. Верхня сторона хвоста яскравіша, ніж нижня. Кінцівки блідо-помаранчевого або жовтого кольору. Паротиди чорного кольору.

## Поширення
Вид поширений вздовж південно-західного узбережжя Анатолії між містами Ула і Мармарис (Туреччина).

## Особливості біології
Населяє ліси помірного пояса. зустрічається на висоті до 600 м над рівнем моря. Активний вночі. Найбільшу активність проявляє в більш прохолодні та вологі зимові місяці, на які припадає і сезон розмноження.
Статева зрілість настає у віці близько 3 років. Парування відбувається амплексусом. Розмноження ніяк не пов'язане з водою. Яйця розвиваються усередині матки. Цим тваринам властива оофагія, коли сильні личинки поїдають незапліднені яйця або більш слабких личинок. Через 5—8 місяців з'являються повністю розвинені дитинчати.

## Охорона
Раритетний вид земноводних, занесений до Червоного списку МСОП (охоронна категорія: вид перебуває в небезпечному стані).